# How Could Hell Be Any Worse?
How Could Hell Be Any Worse? är punkbandet Bad Religions första album, utgivet 12 januari 1982.

## Låtlista
| Nr           | Titel                           | Kompositör   | Längd |
| ------------ | ------------------------------- | ------------ | ----- |
| 1.           | We're Only Gonna Die            | Graffin      | 2:12  |
| 2.           | Latch Key Kids                  | Graffin      | 1:38  |
| 3.           | Part III                        | Bentley      | 1:48  |
| 4.           | Faith in God                    | Graffin      | 1:50  |
| 5.           | Fuck Armageddon... This Is Hell | Graffin      | 2:48  |
| 6.           | Pity                            | Graffin      | 2:00  |
| 7.           | In The Night                    | Gurewitz     | 3:25  |
| 8.           | Damned to Be Free               | Graffin      | 2:12  |
| 9.           | White Trash (2nd Generation)    | Gurewitz     | 2:21  |
| 10.          | American Dream                  | Gurewitz     | 1:41  |
| 11.          | Eat Your Dog                    | Graffin      | 1:04  |
| 12.          | Voice of God Is Government      | Bentley      | 2:54  |
| 13.          | Oligarchy                       | Gurewitz     | 1:01  |
| 14.          | Doing Time                      | Gurewitz     | 3:00  |
| Total längd: | Total längd:                    | Total längd: | 29:54 |

## Medverkande
- Greg Graffin - sång
- Brett Gurewitz - gitarr
- Jay Bentley - bas
- Pete Finestone - trummor på spår 1, 3, 4, 6, 7 och 13
- Jay Ziskrout - trummor på spår 2, 5, 8, 9, 10, 11, 12 och 14
- Greg Hetson - gitarrsolo på "Part III"